# دره شمخال
دره شمخال به طول حدود ۱۸ کیلومتر و ارتفاع دیواره هایی که تا ۲۰۰ متر برآورد شده‌است در ۲۰ کیلومتری باجگیران و ۸۰ کیلومتری قوچان قرار دارد. چشمه‌های ابتدای دره در ادامه رودخانه‌ای را می‌سازند که شالیزارهای درونگر شهرستان درگز را سیراب می‌کند.

فاصله این دره تا مرز بین ایران و ترکمنستان حدود ۲۵ کیلومتر است.

## دره شمخال
دره شمخال که نام خود را از روستایی کوهپایه‌ای به همین نام گرفته از شمال شرقی به کوه آسلمه،از غرب دره بردر، تلار و زیلان و از جنوب شرقی به رودخانه دائمی کال شمخال محدود است.
در قسمت‌های زیادی از این دره زیبا درختان گردوی جنگلی بسیاری با قدمت‌هایی بیش از ۲۰۰ سال وجود دارند که به این دره جلوه خاصی بخشیده‌است.

مهمترین علت آب و هوای مناسب این دره پیوستن رودخانه‌های شارک ، دربادام و دره بردر و اضافه شدن چشمه‌های گوناگون در مسیر می‌باشد. 

چشمه‌های ابتدای دره در ادامه رودخانه‌ای را می‌سازند که شالیزارهای درونگر را سیراب می‌کند.